# Fundición de Santo Tomás (Almería)
La Fundición de Santo Tomás, también conocida como Fundición Heredia fue una fundición de metal existente en la ciudad de Almería, comunidad autónoma de Andalucía, España, de la que hoy día quedan restos históricos que forman parte del patrimonio arquitectónico industrial de la ciudad.

## Historia y características
Fallecido en 1846 el pionero de la metalurgia Manuel Agustín Heredia, riojano afincado en Málaga, sus herederos deciden continuar su labor implantando un nuevo establecimiento para la concentración de plomos de baja ley. La familia ya se había hecho cargo en 1837 de la emblemática Fundición de San Andrés, de Adra y en 1854, se construye la Fundición de Santo Tomás en las laderas de la sierra de Gádor, sobre el barrio almeriense de La Chanca.
Así describe la Revista Minera su inauguración:

El 25 del mes de abril pasado se inauguró en Almería la fábrica de desplatación por el ingenioso sistema de Pattinson, propia de los señores Heredia de Málaga, (...). A este acto asistieron todas las autoridades de la capital, el inspector del distrito y el único ingeniero que hay hoy en la provincia, con varios convidados, a cuya presencia se procedió a la cristalización del plomo en una de las calderas, verificándose esta operación tan pronto y con tal perfección, que en nada tienen que envidiar nuestros operarios, hijos todos del país, a los más prácticos del extranjero (sic). Esta fábrica se conocerá con el nombre de Santo Tomás. El taller de calderas, que consta de un solo juego de 8, inclusa la del plomo pobre, siendo sencillo en su construcción, reúne las mejores condiciones de desahogo, ventilación y comodidad para el obrero, dándole cierto aspecto de magnificencia 7 arcos de sillería que forman la nave, sobre los cuales se apoyan las maderas del techo que tiene una elevación de 10 varas. Dos hornos reverberos con plaza de piedra, uno de dulcificación de plomos y otro de reducción de óxidos, completan los aparatos de este vasto taller. (...) La casa de los señores Heredia, que fue la primera que importó en España un descubrimiento que ha hecho una gran revolución en la metalurgia del plomo y del que nuestro país quizá más que ningún otro ha obtenido y está llamado a obtener óptimos frutos, cuenta hoy en la costa del Mediodía con cuatro juegos de calderas, dos en Adra, uno en Motril y el último del que nos ocupamos. Plácenos sobremanera consignar el fruto de los esfuerzos de nuestros capitalistas por el desarrollo de la industria nacional, que sirve de fuente copiosa á millones de familias.

Tras poner en marcha la Fundición de Santo Tomás, la familia Heredia se consolida como primera exportadora de plomo, desbancando a los Figueroa. Las fundiciones de los Heredia contaron siempre con avanzada tecnología que les permitía competir con empresas extranjeras. En concreto, la de Santo Tomás contó con ocho calderas de sistema Pattinson y dos hornos. No obstante, su producción nunca llegó a despuntar, manteniéndose hasta la década de los 80 del siglo XIX en una media de 1.000 marcos anuales.
En 1883 se funda la Metalúrgica de Levante. Esta recibió de Figuera la Fundición de Santo Tomás, que este tenía alquilada a largo plazo. En 1885, la Sociedad Minera y Metalúrgica de Peñarroya firmó un acuerdo con aquella para la explotación conjunta de la fundición.

## Localización y protección
En pleno barrios de La Chanca, solo queda en pie la chimenea cuadrada de ladrillo rojo que se divisa al entrar en la ciudad de Almería por la carretera del Cañarete, según se viene desde Aguadulce a la izquierda. Además, cerca ya de la autovía del Mediterráneo se ubican los restos de dos chimeneas circulares y sus galerías de condensación, en las que se enfriaban los gases y en cuyas paredes se condensaba el plomo.
Estos restos están protegidos como inmueble n.º 3 del Anexo de la Resolución de 7 de enero de 2004 de la Dirección General de Bienes Culturales, por la que se resuelve inscribir colectivamente en el Catálogo General del Patrimonio Histórico Andaluz 44 bienes inmuebles pertenecientes al patrimonio industrial y relacionados con la minería de los siglos XIX y XX en la provincia de Almería (BOJA n.º 29 de 12/02/2004).